# Habronichos
Habronichos oder Abronichos (gr. Ἁβρώνιχος [Habrónichos] oder Ἀβρώνιχος [Abrónichos]) war ein athenischer Bürger zur Zeit der Perserkriege.
Habronichos ist als Sohn des Lysikles’ im attischen Demos Lamptrai zur Welt gekommen. Er nahm an den Perserkriegen zur Zeit Xerxes’ I. teil, wo er der athenischen Flotte vor Kap Artemision die Nachricht von der Niederlage Leonidas’ bei der Schlacht bei den Thermopylen überbrachte. Im Jahr darauf meldete er zusammen mit Aristeides Themistokles den Fortschritt des Mauerbaus um Athen. Möglicherweise wurde er infolge des Ostrakismos verbannt.